# Tympanogryllus tympanopterus
Tympanogryllus tympanopterus är en insektsart som beskrevs av Andrej Vasiljevitj Gorochov 2001. Tympanogryllus tympanopterus ingår i släktet Tympanogryllus och familjen syrsor. Inga underarter finns listade i Catalogue of Life.